# Kuhtor (Rostock)

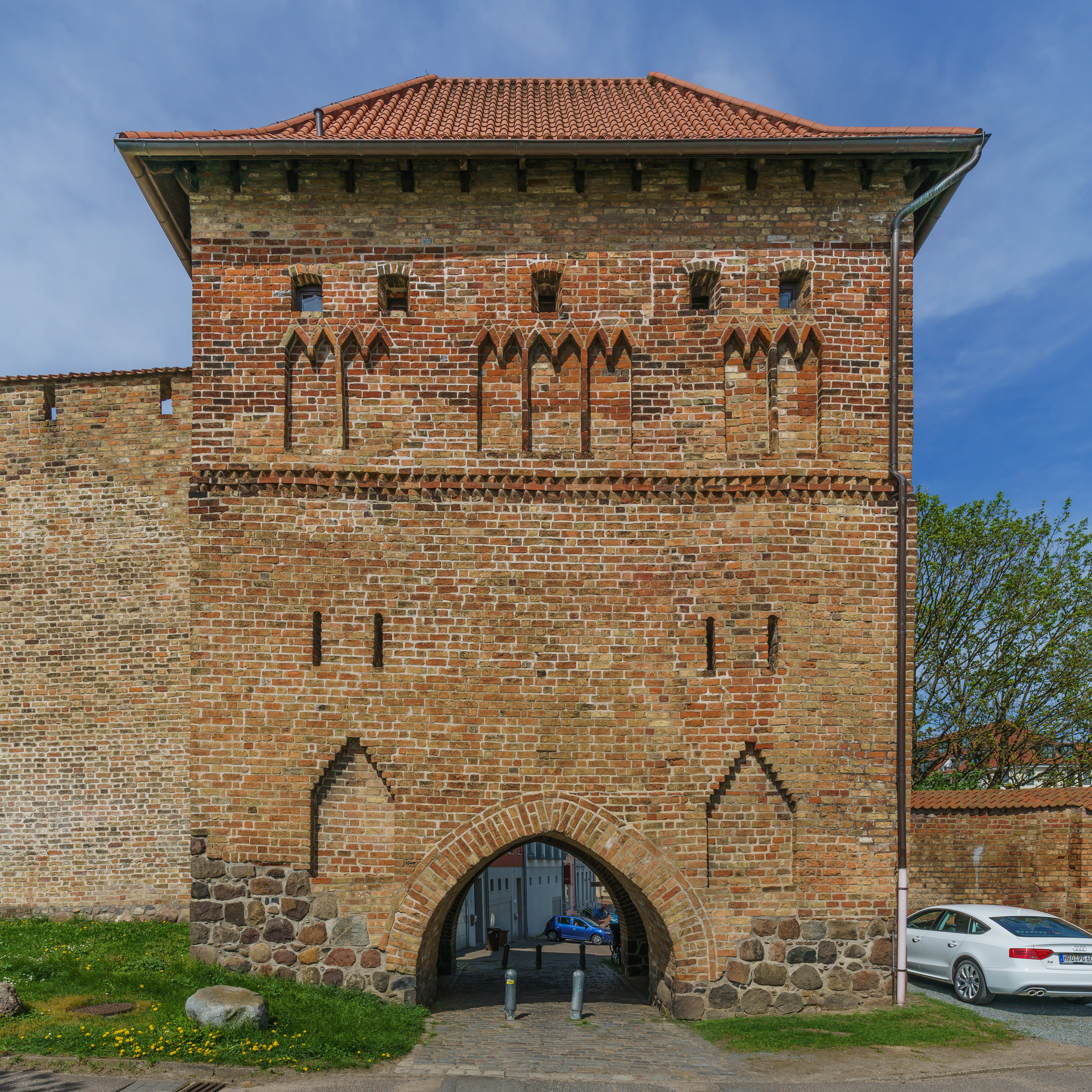
Kuhtor 2018

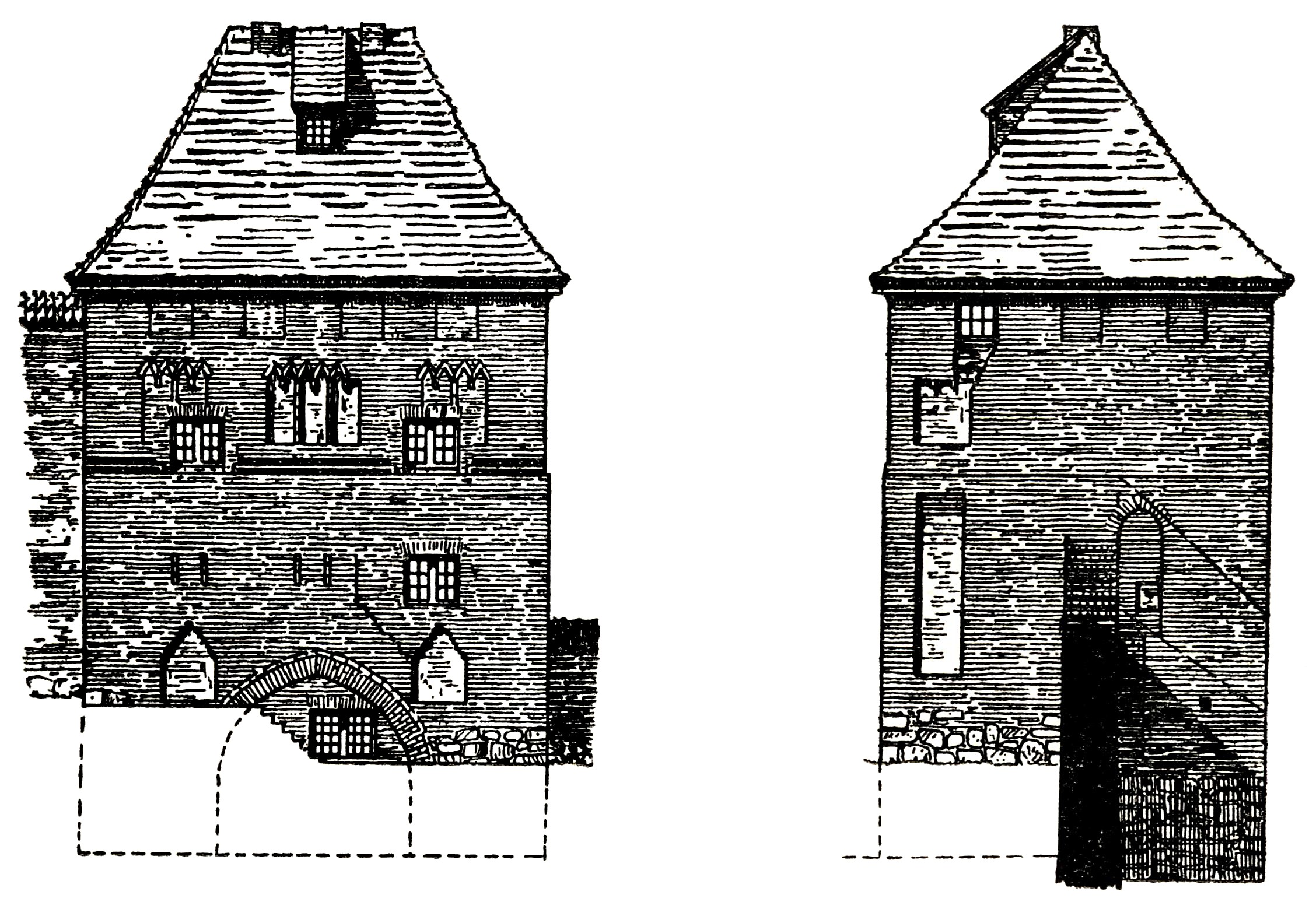
Kuhtor nach der Instandsetzung

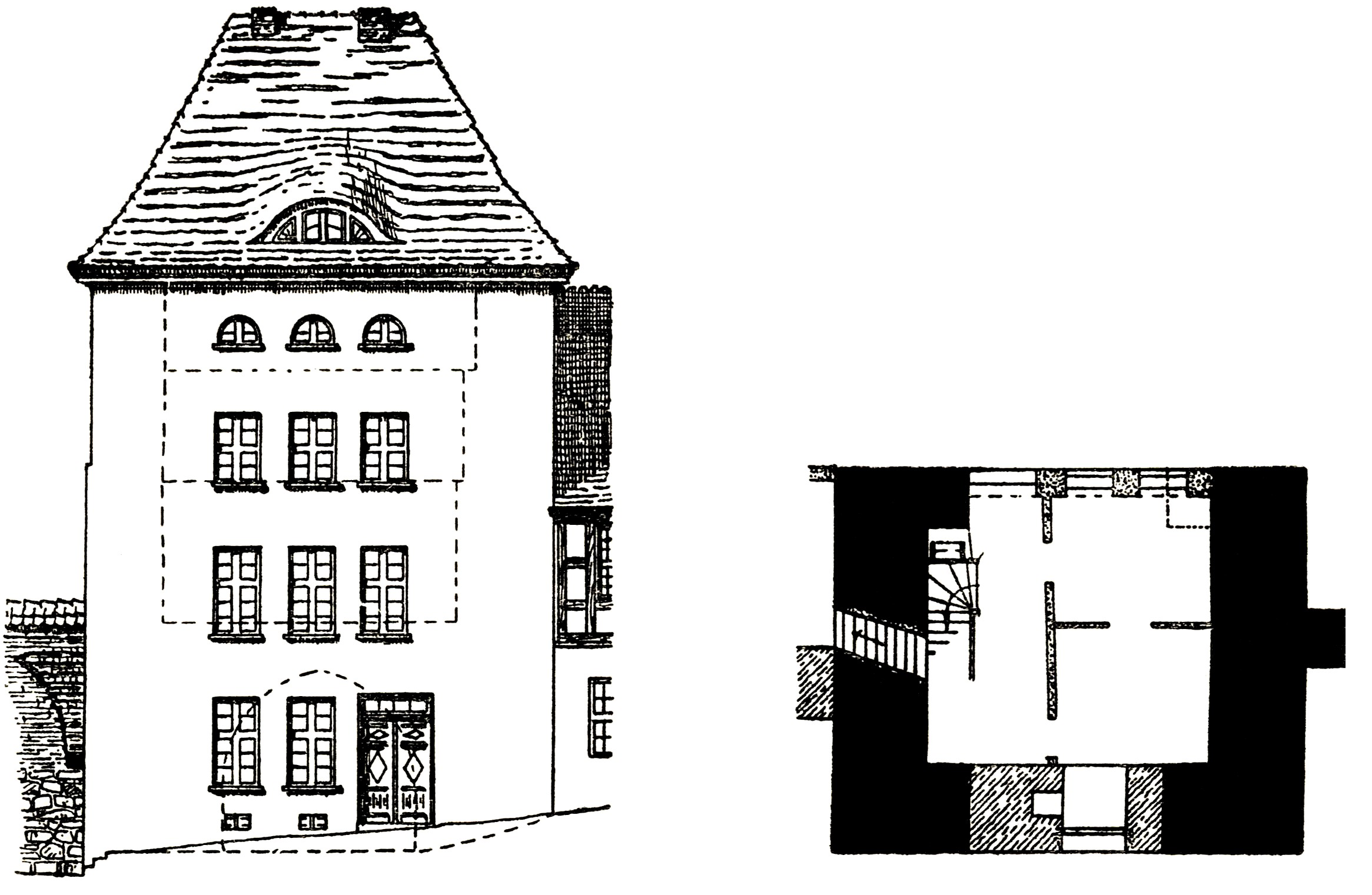
Kuhtor als Wohnhaus und Grundriss

Das Kuhtor ist nicht nur das älteste der noch bestehenden vier von ehemals 22 Toren der historischen Rostocker Stadtbefestigung, sondern auch eines der ältesten Gebäude Rostocks und das wohl älteste erhaltene Stadttor Norddeutschlands. 
1262 wurde der frühgotische Torturm, der auf die Straße nach Bützow und Werle führte, erstmals urkundlich erwähnt, sehr bald jedoch durch das Steintor als wichtigstes Ausfalltor der Stadt nach Süden ersetzt. Man führte jetzt nur noch das Vieh hindurch auf die Warnowwiesen, wodurch es seinen Namen erhielt.
Der viergeschossige Wehrturm ist 8 mal 9 Meter breit und hat eine Mauerdicke von 2 Metern. Das Tor hat eine Breite von 3,5 und eine Höhe von 3 Metern.
Zum Ende des 14. Jahrhunderts wurde die Feldseite zugemauert. Nur in der Zeit der Auseinandersetzungen der Stadt mit den Landesherren, die im Ersten Rostocker Erbvertrag mündeten – als ein Teil der Befestigung, inklusive des Steintors und des Turms auf dem Rammelsberg abgerissen wurden – wurde es wieder als Stadttor geöffnet. Als der Rat der Stadt 1608 entschied, es als leichtes Gefängnis (als eine sogenannte bürgerliche Custodie) zu nutzen, wurde nach der erneuten Schließung der Feld- auch die Stadtseite geschlossen. 
An Sockel und Fundament des Kuhtors sind noch heute sehr gut die massiven Steine sichtbar, die typisch für die Architektur spätmittelalterlicher Wehranlagen war. Zudem gibt es Schießscharten und Einbuchtungen, an denen im Mittelalter Baugerüste befestigt wurden, wenn Ausbesserungsarbeiten notwendig waren. Im Kriegsfall konnten diese Einbuchtungen auch zu Durchbrüchen für Wehrgänge erweitert werden.
Später wurde das Tor als Wohnung nutzbar gemacht. So wohnte der Büchsenmacher der Stadt von 1671 an darin. 1825 ist es vollständig zu einem Wohnhaus umgebaut worden und war darüber hinaus nach einer Zeit auch völlig von Häusern umgeben. Bis 1937 stellte die Stadt es Bediensteten der Stadt, Handwerkern und Tagelöhnern als Wohnung zur Verfügung. Erst 1938 wurde es wieder teilweise rekonstruiert, so auf der Feldseite der Durchfahrtsbogen mit dem frühgotischen Spitzbogen, die Blenden, sowie das deutsche Band, vier Jahre später allerdings durch Bomben schwer getroffen. Der Dachstuhl wurde vernichtet und das Tor brannte völlig aus. 1962 bis 1964 erhielt das Gebäude, das bis dahin abgedeckt geblieben war, sein neues Dach. Erst 1984 wurde es vollständig rekonstruiert. Von 1985 bis 1990 war es Sitz des Bezirksvorstands des Schriftstellerverbandes der DDR. Am 9. November 1990 wurde der Literaturförderkreis Kuhtor e.V. gegründet. Bis 1993 gehörte das Tor allerdings noch zum Kulturamt der Stadt. Von 1998 bis 2000 wurde es dann noch einmal grundlegend rekonstruiert und zur Wiedereröffnung wieder an den Literaturförderkreis als freiem Träger übergeben. Das Haus beherbergte dann bis Ende 2009 das Literaturhaus Rostock mit dem Literaturrat M-V e.V., sowie den Risse e.V. Seit Anfang 2010 ist es Sitz der Mediationsstelle Rostock.